# Elecciones municipales de España de 2015
De acuerdo con lo establecido en la Ley Orgánica 5/1985, de 19 de junio, del Régimen Electoral General, el 24 de mayo de 2015 (cuarto domingo de mayo), se celebraron en España elecciones municipales.

## Demografía electoral
La web de resultados electorales del Ministerio del Interior refleja los siguientes datos de demografía electoral:
| Censo electoral | 35 099 122 | Municipios de España, la circunscripción electoral. |
| Votantes        | 22 781 766 | Municipios de España, la circunscripción electoral. |
| Participación   | 64,91 %    | Municipios de España, la circunscripción electoral. |
| Votos válidos   | 22 433 162 | Municipios de España, la circunscripción electoral. |
| Votos en blanco | 371 375    | Municipios de España, la circunscripción electoral. |
| Votos nulos     | 348 604    | Municipios de España, la circunscripción electoral. |
| Municipios      | 8093       | Municipios de España, la circunscripción electoral. |

## Resultados en municipios

### Representantes electos
En la siguiente tabla figuran las candidaturas con representantes electos fruto de las elecciones locales del 24 de mayo en los plenos de algunos de los municipios españoles con más de 200 000 habitantes:
| Municipio | Municipio                                                              | Candidaturas con representación (cabeza de lista)                             | Candidaturas con representación (cabeza de lista)             | Concejales electos |
| --------- | ---------------------------------------------------------------------- | ----------------------------------------------------------------------------- | ------------------------------------------------------------- | ------------------ |
|           | Madrid Población: 3 165 235 Censo electoral: 2 386 104                 |                                                                               | Partido Popular (Esperanza Aguirre)                           | 21                 |
|           | Madrid Población: 3 165 235 Censo electoral: 2 386 104                 | Ahora Madrid (Manuela Carmena)                                                | 20                                                            |                    |
|           | Madrid Población: 3 165 235 Censo electoral: 2 386 104                 | Partido Socialista Obrero Español (Antonio Miguel Carmona)                    | 9                                                             |                    |
|           | Madrid Población: 3 165 235 Censo electoral: 2 386 104                 | Ciudadanos-Partido de la Ciudadanía (Begoña Villacís)                         | 7                                                             |                    |
|           |                                                                        |                                                                               |                                                               |                    |
|           | Barcelona Población: 1 602 386 Censo electoral: 1 161 140              |                                                                               | Barcelona en Comú (Ada Colau)                                 | 11                 |
|           | Barcelona Población: 1 602 386 Censo electoral: 1 161 140              | Convergència i Unió (Xavier Trias)                                            | 10                                                            |                    |
|           | Barcelona Población: 1 602 386 Censo electoral: 1 161 140              | Ciudadanos-Partido de la Ciudadanía (Carina Mejías)                           | 5                                                             |                    |
|           | Barcelona Población: 1 602 386 Censo electoral: 1 161 140              | ERC-MES-BcnCO-AVANCEM-CatSí-AM (Alfred Bosch)                                 | 5                                                             |                    |
|           | Barcelona Población: 1 602 386 Censo electoral: 1 161 140              | Partido de los Socialistas de Cataluña (Jaume Collboni)                       | 4                                                             |                    |
|           | Barcelona Población: 1 602 386 Censo electoral: 1 161 140              | Partido Popular (Alberto Fernández Díaz)                                      | 3                                                             |                    |
|           | Barcelona Población: 1 602 386 Censo electoral: 1 161 140              | Candidatura d'Unitat Popular (María José Lecha)                               | 3                                                             |                    |
|           |                                                                        |                                                                               |                                                               |                    |
|           | Valencia Población: 786 424 Censo electoral: 582 804                   |                                                                               | Partido Popular (Rita Barberá)                                | 10                 |
|           | Valencia Población: 786 424 Censo electoral: 582 804                   | Compromís (Joan Ribó)                                                         | 9                                                             |                    |
|           | Valencia Población: 786 424 Censo electoral: 582 804                   | Ciudadanos-Partido de la Ciudadanía (Fernando Giner)                          | 6                                                             |                    |
|           | Valencia Población: 786 424 Censo electoral: 582 804                   | Partido Socialista Obrero Español (Joan Calabuig)                             | 5                                                             |                    |
|           | Valencia Población: 786 424 Censo electoral: 582 804                   | València en Comú (Jordi Peris)                                                | 3                                                             |                    |
|           |                                                                        |                                                                               |                                                               |                    |
|           | Sevilla Población: 696 676 Censo electoral: 545 309                    |                                                                               | Partido Popular (Juan Ignacio Zoido)                          | 12                 |
|           | Sevilla Población: 696 676 Censo electoral: 545 309                    | Partido Socialista Obrero Español de Andalucía (Juan Espadas)                 | 11                                                            |                    |
|           | Sevilla Población: 696 676 Censo electoral: 545 309                    | Ciudadanos-Partido de la Ciudadanía (Javier Millán)                           | 3                                                             |                    |
|           | Sevilla Población: 696 676 Censo electoral: 545 309                    | Participa Sevilla (Susana Serrano)                                            | 3                                                             |                    |
|           | Sevilla Población: 696 676 Censo electoral: 545 309                    | Izquierda Unida Los Verdes-Convocatoria por Andalucía (Daniel González Rojas) | 2                                                             |                    |
|           |                                                                        |                                                                               |                                                               |                    |
|           | Zaragoza Población: 666 058 Censo electoral: 505 086                   |                                                                               | Partido Popular (Eloy Suárez Lamata)                          | 10                 |
|           | Zaragoza Población: 666 058 Censo electoral: 505 086                   | Zaragoza en Común (Pedro Santisteve)                                          | 9                                                             |                    |
|           | Zaragoza Población: 666 058 Censo electoral: 505 086                   | Partido Socialista Obrero Español (Carlos Pérez Anadón)                       | 6                                                             |                    |
|           | Zaragoza Población: 666 058 Censo electoral: 505 086                   | Ciudadanos-Partido de la Ciudadanía (Elena Martínez)                          | 4                                                             |                    |
|           | Zaragoza Población: 666 058 Censo electoral: 505 086                   | Chunta Aragonesista (Juan Martín Expósito)                                    | 2                                                             |                    |
|           |                                                                        |                                                                               |                                                               |                    |
|           | Málaga Población: 566 913 Censo electoral: 425 337                     |                                                                               | Partido Popular (Francisco de la Torre)                       | 13                 |
|           | Málaga Población: 566 913 Censo electoral: 425 337                     | Partido Socialista Obrero Español de Andalucía (María Gámez)                  | 9                                                             |                    |
|           | Málaga Población: 566 913 Censo electoral: 425 337                     | Málaga Ahora (Ysabel Torralbo)                                                | 4                                                             |                    |
|           | Málaga Población: 566 913 Censo electoral: 425 337                     | Ciudadanos-Partido de la Ciudadanía (Juan_Cassá_Lombardía)                    | 3                                                             |                    |
|           | Málaga Población: 566 913 Censo electoral: 425 337                     | Izquierda Unida Los Verdes-Convocatoria por Andalucía (Eduardo Zorrilla Díaz) | 2                                                             |                    |
|           |                                                                        |                                                                               |                                                               |                    |
|           | Murcia Población: 439 712 Censo electoral: 313 706                     |                                                                               | Partido Popular (José Ballesta)                               | 12                 |
|           | Murcia Población: 439 712 Censo electoral: 313 706                     | Partido Socialista Obrero Español (José Ignacio Gras)                         | 6                                                             |                    |
|           | Murcia Población: 439 712 Censo electoral: 313 706                     | Ciudadanos-Partido de la Ciudadanía (Mario Gómez)                             | 5                                                             |                    |
|           | Murcia Población: 439 712 Censo electoral: 313 706                     | Es Ahora Murcia (Alicia Morales)                                              | 3                                                             |                    |
|           | Murcia Población: 439 712 Censo electoral: 313 706                     | Cambiemos Murcia (Nacho Tornel)                                               | 3                                                             |                    |
|           |                                                                        |                                                                               |                                                               |                    |
|           | Palma de Mallorca Población: 399 093 Censo electoral: 283 216          |                                                                               | Partido Popular (Marga Durán)                                 | 9                  |
|           | Palma de Mallorca Población: 399 093 Censo electoral: 283 216          | Partido Socialista Obrero Español (José Hila)                                 | 6                                                             |                    |
|           | Palma de Mallorca Población: 399 093 Censo electoral: 283 216          | Més per Mallorca (Toni Noguera)                                               | 5                                                             |                    |
|           | Palma de Mallorca Población: 399 093 Censo electoral: 283 216          | Som Palma (Miquel Comas)                                                      | 5                                                             |                    |
|           | Palma de Mallorca Población: 399 093 Censo electoral: 283 216          | Ciudadanos-Partido de la Ciudadanía (Josep Lluís Bauzá)                       | 4                                                             |                    |
|           |                                                                        |                                                                               |                                                               |                    |
|           | Las Palmas de Gran Canaria Población: 383 050 Censo electoral: 299 441 |                                                                               | Partido Popular (Juan José Cardona)                           | 10                 |
|           | Las Palmas de Gran Canaria Población: 383 050 Censo electoral: 299 441 | Partido Socialista Obrero Español (Augusto Hidalgo)                           | 7                                                             |                    |
|           | Las Palmas de Gran Canaria Población: 383 050 Censo electoral: 299 441 | Las Palmas de Gran Canaria Puede (Javier Doreste)                             | 6                                                             |                    |
|           | Las Palmas de Gran Canaria Población: 383 050 Censo electoral: 299 441 | Ciudadanos-Partido de la Ciudadanía (María Beatriz Correas)                   | 2                                                             |                    |
|           | Las Palmas de Gran Canaria Población: 383 050 Censo electoral: 299 441 | Nueva Canarias (Pedro Quevedo)                                                | 2                                                             |                    |
|           | Las Palmas de Gran Canaria Población: 383 050 Censo electoral: 299 441 | Unidos por Gran Canaria (María Ángeles Batista)                               | 2                                                             |                    |
|           |                                                                        |                                                                               |                                                               |                    |
|           | Bilbao Población: 346 574 Censo electoral: 275 221                     |                                                                               | Partido Nacionalista Vasco (Juan María Aburto)                | 13                 |
|           | Bilbao Población: 346 574 Censo electoral: 275 221                     | Euskal Herria Bildu (Aitziber Ibaibarriaga)                                   | 4                                                             |                    |
|           | Bilbao Población: 346 574 Censo electoral: 275 221                     | Partido Socialista de Euskadi-Euskadiko Ezkerra (Alfonso Gil)                 | 4                                                             |                    |
|           | Bilbao Población: 346 574 Censo electoral: 275 221                     | Partido Popular (Luis Eguiluz)                                                | 4                                                             |                    |
|           | Bilbao Población: 346 574 Censo electoral: 275 221                     | UdalBerri - Bilbao en Común (Carmen Muñoz)                                    | 2                                                             |                    |
|           | Bilbao Población: 346 574 Censo electoral: 275 221                     | Ganemos (Francisco Samir)                                                     | 2                                                             |                    |
|           |                                                                        |                                                                               |                                                               |                    |
|           | Alicante Población: 332 067 Censo electoral: 239 805                   |                                                                               | Partido Popular (Asunción Sánchez Zaplana)                    | 8                  |
|           | Alicante Población: 332 067 Censo electoral: 239 805                   | Partido Socialista Obrero Español (Gabriel Echávarri)                         | 6                                                             |                    |
|           | Alicante Población: 332 067 Censo electoral: 239 805                   | Guanyar Alacant-Acord Ciutadà (Miguel Ángel Pavón)                            | 6                                                             |                    |
|           | Alicante Población: 332 067 Censo electoral: 239 805                   | Ciudadanos-Partido de la Ciudadanía (José Luis Cifuentes)                     | 6                                                             |                    |
|           | Alicante Población: 332 067 Censo electoral: 239 805                   | Compromiso por Alicante (Natxo Bellido)                                       | 3                                                             |                    |
|           |                                                                        |                                                                               |                                                               |                    |
|           | Córdoba Población: 328 041 Censo electoral: 261 899                    |                                                                               | Partido Popular (José Antonio Nieto Ballesteros)              | 11                 |
|           | Córdoba Población: 328 041 Censo electoral: 261 899                    | Partido Socialista Obrero Español de Andalucía (Isabel Ambrosio Palos)        | 7                                                             |                    |
|           | Córdoba Población: 328 041 Censo electoral: 261 899                    | Ganemos Córdoba (Rafael Blázquez)                                             | 4                                                             |                    |
|           | Córdoba Población: 328 041 Censo electoral: 261 899                    | Izquierda Unida Los Verdes-Convocatoria por Andalucía (Pedro García)          | 4                                                             |                    |
|           | Córdoba Población: 328 041 Censo electoral: 261 899                    | Ciudadanos-Partido de la Ciudadanía (José Luis Vilches)                       | 2                                                             |                    |
|           | Córdoba Población: 328 041 Censo electoral: 261 899                    | Unión Cordobesa (Rafael Gómez)                                                | 1                                                             |                    |
|           |                                                                        |                                                                               |                                                               |                    |
|           | Valladolid Población: 306 830 Censo electoral: 248 610                 |                                                                               | Partido Popular (Francisco Javier León de la Riva)            | 12                 |
|           | Valladolid Población: 306 830 Censo electoral: 248 610                 | Partido Socialista Obrero Español (Óscar Puente)                              | 8                                                             |                    |
|           | Valladolid Población: 306 830 Censo electoral: 248 610                 | Valladolid Toma La Palabra (Manuel Saravia Madrigal)                          | 4                                                             |                    |
|           | Valladolid Población: 306 830 Censo electoral: 248 610                 | Sí Se Puede Valladolid (Charo Chávez)                                         | 3                                                             |                    |
|           | Valladolid Población: 306 830 Censo electoral: 248 610                 | Ciudadanos-Partido de la Ciudadanía (Jesús Presencio)                         | 2                                                             |                    |
|           |                                                                        |                                                                               |                                                               |                    |
|           | Vigo Población: 294 997 Censo electoral: 238 610                       |                                                                               | Partido Socialista Obrero Español (Abel Caballero Álvarez)    | 17                 |
|           | Vigo Población: 294 997 Censo electoral: 238 610                       | Partido Popular (Elena Muñoz Fonteriz)                                        | 7                                                             |                    |
|           | Vigo Población: 294 997 Censo electoral: 238 610                       | Marea de Vigo (Rubén Pérez Correa)                                            | 3                                                             |                    |
|           |                                                                        |                                                                               |                                                               |                    |
|           | Gijón Población: 275 735 Censo electoral: 228 612                      |                                                                               | Foro de Ciudadanos (Carmen Moriyón Entrialgo)                 | 8                  |
|           | Gijón Población: 275 735 Censo electoral: 228 612                      | Partido Socialista Obrero Español (José María Pérez)                          | 7                                                             |                    |
|           | Gijón Población: 275 735 Censo electoral: 228 612                      | Xixón Sí Puede (Mario José Suárez Fueyo)                                      | 6                                                             |                    |
|           | Gijón Población: 275 735 Censo electoral: 228 612                      | Partido Popular (Mariano Marín)                                               | 3                                                             |                    |
|           | Gijón Población: 275 735 Censo electoral: 228 612                      | Izquierda Unida de Asturias (Aurelio Martín)                                  | 2                                                             |                    |
|           | Gijón Población: 275 735 Censo electoral: 228 612                      | Ciudadanos-Partido de la Ciudadanía (José Carlos Fernández Sarasola)          | 1                                                             |                    |
|           |                                                                        |                                                                               |                                                               |                    |
|           | Oviedo Población: 220 567 Censo electoral: 180 066                     |                                                                               | Partido Popular (Agustín Iglesias Caunedo)                    | 11                 |
|           | Oviedo Población: 220 567 Censo electoral: 180 066                     | Somos Oviedo (Ana Taboada Coma)                                               | 6                                                             |                    |
|           | Oviedo Población: 220 567 Censo electoral: 180 066                     | Partido Socialista Obrero Español (Wenceslao López Martínez)                  | 5                                                             |                    |
|           | Oviedo Población: 220 567 Censo electoral: 180 066                     | Izquierda Unida de Asturias (Roberto Sánchez Ramos)                           | 3                                                             |                    |
|           | Oviedo Población: 220 567 Censo electoral: 180 066                     | Ciudadanos-Partido de la Ciudadanía (Luis Pacho Ferreras)                     | 2                                                             |                    |
|           |                                                                        |                                                                               |                                                               |                    |
|           | Hospitalet de Llobregat Población: 253 518 Censo electoral: 175 608    |                                                                               | Partido de los Socialistas de Cataluña (Núria Marín Martínez) | 11                 |
|           | Hospitalet de Llobregat Población: 253 518 Censo electoral: 175 608    | Ciudadanos-Partido de la Ciudadanía (Miguel García)                           | 4                                                             |                    |
|           | Hospitalet de Llobregat Población: 253 518 Censo electoral: 175 608    | Iniciativa per Catalunya-Verds-Esquerra Unida i Alternativa-Pirates.cat-E     | 3                                                             |                    |
|           | Hospitalet de Llobregat Población: 253 518 Censo electoral: 175 608    | Partido Popular                                                               | 3                                                             |                    |
|           | Hospitalet de Llobregat Población: 253 518 Censo electoral: 175 608    | ERC-Acord Municipal (Antoni García Acero)                                     | 2                                                             |                    |
|           | Hospitalet de Llobregat Población: 253 518 Censo electoral: 175 608    | Guanyem l'Hospitalet (Rafael Jiménez Ariza)                                   | 2                                                             |                    |
|           | Hospitalet de Llobregat Población: 253 518 Censo electoral: 175 608    | Convergència i Unió (Jordi Monrós)                                            | 1                                                             |                    |
|           | Hospitalet de Llobregat Población: 253 518 Censo electoral: 175 608    | Candidatura d'Unitat Popular                                                  | 1                                                             |                    |
|           |                                                                        |                                                                               |                                                               |                    |
|           | Granada Población: 232 770 Censo electoral: 184 867                    |                                                                               | Partido Popular (José Torres Hurtado)                         | 11                 |
|           | Granada Población: 232 770 Censo electoral: 184 867                    | Partido Socialista Obrero Español (Francisco Cuenca)                          | 8                                                             |                    |
|           | Granada Población: 232 770 Censo electoral: 184 867                    | Ciudadanos-Partido de la Ciudadanía (Luis Salvador)                           | 4                                                             |                    |
|           | Granada Población: 232 770 Censo electoral: 184 867                    | Vamos Granada (Marta Gutiérrez)                                               | 3                                                             |                    |
|           | Granada Población: 232 770 Censo electoral: 184 867                    | Izquierda Unida (Francisco Puentedura)                                        | 1                                                             |                    |
|           |                                                                        |                                                                               |                                                               |                    |
|           | Badalona Población: 217 210                                            |                                                                               | Partido Popular (Xavier García Albiol)                        | 10                 |
|           | Badalona Población: 217 210                                            | Guanyem Badalona en Comú (Dolors Sabater)                                     | 5                                                             |                    |
|           | Badalona Población: 217 210                                            | Partido de los Socialistas de Cataluña (Jordi Serra Isern)                    | 4                                                             |                    |
|           | Badalona Población: 217 210                                            | Esquerra Republicana de Catalunya (Oriol Lladó)                               | 3                                                             |                    |
|           | Badalona Población: 217 210                                            | Convergència i Unió (Ferran Falcó)                                            | 2                                                             |                    |
|           | Badalona Población: 217 210                                            | Iniciativa per Catalunya Verds - Esquerra Unida i Alternativa (Àlex Mañas)    | 2                                                             |                    |
|           | Badalona Población: 217 210                                            | Ciudadanos (Juan Miguel López)                                                | 1                                                             |                    |
|           |                                                                        |                                                                               |                                                               |                    |
|           | Santa Cruz de Tenerife Población: 203 585 Censo electoral: -           |                                                                               | Coalición Canaria (José Manuel Bermúdez Esparza)              | 9                  |
|           | Santa Cruz de Tenerife Población: 203 585 Censo electoral: -           | Partido Popular                                                               | 6                                                             |                    |
|           | Santa Cruz de Tenerife Población: 203 585 Censo electoral: -           | Partido Socialista Obrero Español                                             | 4                                                             |                    |
|           | Santa Cruz de Tenerife Población: 203 585 Censo electoral: -           | Si Se Puede (Podemos)                                                         | 4                                                             |                    |
|           | Santa Cruz de Tenerife Población: 203 585 Censo electoral: -           | Ciudadanos                                                                    | 3                                                             |                    |
|           | Santa Cruz de Tenerife Población: 203 585 Censo electoral: -           | Izquierda Unida                                                               | 1                                                             |                    |

## Elecciones por territorio
- Andalucía
  - Elecciones municipales de la provincia de Almería de 2015
  - Elecciones municipales de la provincia de Cádiz de 2015
  - Elecciones municipales de la provincia de Córdoba de 2015
    - Anexo:Elecciones municipales de 2015 en Córdoba

  - Elecciones municipales de la provincia de Granada de 2015
    - Elecciones municipales de 2015 en Granada

  - Elecciones municipales de la provincia de Huelva de 2015
  - Elecciones municipales de la provincia de Jaén de 2015
    - Anexo:Elecciones municipales de Jaén de 2015
    - Anexo:Elecciones municipales de 2015 en Úbeda

  - Elecciones municipales de la provincia de Málaga de 2015
    - Elecciones municipales de 2015 en Málaga
    - Elecciones municipales de 2015 en Vélez-Málaga

  - Elecciones municipales de la provincia de Sevilla de 2015
    - Anexo:Elecciones municipales de 2015 en Sevilla

- Aragón
  - Elecciones municipales de la provincia de Huesca de 2015
  - Elecciones municipales de la provincia de Teruel de 2015
  - Elecciones municipales de la provincia de Zaragoza de 2015
    - Anexo:Elecciones municipales de 2015 en Zaragoza

- Cantabria
  - Elecciones municipales de 2015 en Cantabria

- Castilla y León
  - Elecciones municipales de 2015 en la provincia de Ávila
  - Elecciones municipales de 2015 en la provincia de Burgos
  - Elecciones municipales de 2015 en la provincia de León
  - Elecciones municipales de 2015 en la provincia de Palencia
    - Elecciones municipales de 2015 en Palencia

  - Elecciones municipales de 2015 en la provincia de Salamanca
    - Anexo:Elecciones municipales de 2015 en Salamanca

  - Elecciones municipales de 2015 en la provincia de Segovia
    - Anexo:Elecciones municipales de 2015 en Segovia

  - Elecciones municipales de 2015 en la provincia de Soria
  - Elecciones municipales de 2015 en la provincia de Valladolid
    - Anexo:Elecciones municipales de 2015 en Valladolid

  - Elecciones municipales de 2015 en la provincia de Zamora

- Castilla-La Mancha
  - Elecciones municipales de 2015 en la provincia de Albacete
    - Anexo:Elecciones municipales de 2015 en Albacete

  - Elecciones municipales de 2015 en la provincia de Ciudad Real
    - Anexo:Elecciones municipales de 2015 en Ciudad Real

  - Elecciones municipales de 2015 en la provincia de Cuenca
  - Elecciones municipales de 2015 en la provincia de Guadalajara
  - Elecciones municipales de 2015 en la provincia de Toledo
    - Anexo:Elecciones municipales de 2015 en Talavera de la Reina

- Cataluña
  - Elecciones municipales de 2015 en la provincia de Barcelona
    - Anexo:Elecciones municipales de 2015 en Badalona
    - Anexo:Elecciones municipales de 2015 en Barcelona

  - Elecciones municipales de 2015 en la provincia de Gerona
  - Elecciones municipales de 2015 en la provincia de Lérida
  - Elecciones municipales de 2015 en la provincia de Tarragona
    - Anexo:Elecciones municipales de 2015 en Cunit

- Ceuta
  - Elecciones a la Asamblea de Ceuta de 2015

- Comunidad de Madrid
  - Elecciones municipales de 2015 en la Comunidad de Madrid
    - Anexo:Elecciones municipales de 2015 en Alcalá de Henares
    - Elecciones municipales de 2015 en Alcorcón
    - Anexo:Elecciones municipales de 2015 en Fuenlabrada
    - Anexo:Elecciones municipales de 2015 en Leganés
    - Anexo:Elecciones municipales de 2015 en Madrid
    - Elecciones municipales de 2015 en Pinto

- Comunidad Valenciana
  - Elecciones municipales de 2015 en la provincia de Alicante
  - Elecciones municipales de 2015 en la provincia de Castellón
  - Elecciones municipales de 2015 en la provincia de Valencia
    - Anexo:Elecciones municipales de 2015 en Valencia

- Extremadura
  - Elecciones municipales de 2015 en la provincia de Badajoz
  - Elecciones municipales de 2015 en la provincia de Cáceres

- Galicia
  - Elecciones municipales de 2015 en la provincia de La Coruña
  - Elecciones municipales de 2015 en la provincia de Lugo
  - Elecciones municipales de 2015 en la provincia de Orense
  - Elecciones municipales de 2015 en la provincia de Pontevedra

- Islas Baleares
  - Elecciones municipales de 2015 en el Consejo Insular de Mallorca
  - Elecciones municipales de 2015 en el Consejo Insular de Menorca
  - Elecciones municipales de 2015 en el Consejo Insular de Ibiza
  - Elecciones municipales de 2015 en el Consejo Insular de Formentera

- Islas Canarias
  - Elecciones municipales de 2015 en El Hierro
  - Elecciones municipales de 2015 en Fuerteventura
  - Elecciones municipales de 2015 en Gran Canaria
  - Elecciones municipales de 2015 en Lanzarote
  - Elecciones municipales de 2015 en La Gomera
  - Elecciones municipales de 2015 en La Palma
  - Elecciones municipales de 2015 en Tenerife

- La Rioja
  - Elecciones municipales de 2015 en La Rioja

- Melilla
  - Elecciones a la Asamblea de Melilla de 2015

- Navarra
  - Elecciones municipales de 2015 en Navarra
    - Elecciones municipales de 2015 en Pamplona

- País Vasco
  - Elecciones municipales de 2015 en Álava
  - Elecciones municipales de 2015 en Guipúzcoa
  - Elecciones municipales de 2015 en Vizcaya
    - Elecciones municipales de 2015 en Bilbao

- Principado de Asturias
  - Elecciones municipales de 2015 en Asturias

- Región de Murcia
  - Elecciones municipales de 2015 en la Región de Murcia

## Alcaldes salientes y alcaldes electos en municipios capitales de provincia y de más de 50 000 habitantes
| Municipio                  | Población | Alcalde saliente                      | Partido | Partido             | Alcalde electo                    | Partido | Partido                           |
| -------------------------- | --------- | ------------------------------------- | ------- | ------------------- | --------------------------------- | ------- | --------------------------------- |
| Madrid                     | 3.165.325 | Ana Botella                           |         | PP                  | Manuela Carmena                   |         | Ahora Madrid                      |
| Barcelona                  | 1.602.386 | Xavier Trías                          |         | CiU                 | Ada Colau                         |         | BComú                             |
| Valencia                   | 786.424   | Rita Barberá                          |         | PPCV                | Joan Ribó                         |         | Compromís                         |
| Sevilla                    | 696.676   | Juan Ignacio Zoido                    |         | PPA                 | Juan Espadas                      |         | PSOE-A                            |
| Zaragoza                   | 666.058   | Juan Alberto Belloch                  |         | PSOE-Aragón         | Pedro Santisteve                  |         | Zec                               |
| Málaga                     | 567.433   | Francisco de la Torre                 |         | PPA                 | Francisco de la Torre             |         | PPA                               |
| Murcia                     | 439.712   | Miguel Ángel Cámara Botía             |         | PP                  | José Ballesta                     |         | PP                                |
| Palma de Mallorca          | 399.093   | Mateu Isern Estela                    |         | PP                  | José Hila                         |         | PSIB-PSOE                         |
| Las Palmas de Gran Canaria | 382.283   | Juan José Cardona                     |         | PPC                 | Augusto Hidalgo                   |         | PSOE                              |
| Bilbao                     | 346.574   | Ibon Areso                            |         | PNV                 | Juan María Aburto                 |         | PNV                               |
| Alicante                   | 332.067   | Miguel Valor Peidró                   |         | PPCV                | Gabriel Echávarri                 |         | PSPV-PSOE                         |
| Córdoba                    | 328.041   | José Antonio Nieto                    |         | PPA                 | Isabel Ambrosio                   |         | PSOE                              |
| Valladolid                 | 306.830   | Francisco Javier León de la Riva      |         | PP                  | Óscar Puente                      |         | PSOE                              |
| Vigo                       | 294.997   | Abel Caballero                        |         | PSdeG-PSOE          | Abel Caballero                    |         | PSdeG-PSOE                        |
| Gijón                      | 275.735   | Carmen Moriyón                        |         | Foro Asturias       | Carmen Moriyón                    |         | Foro Asturias                     |
| Hospitalet de Llobregat    | 253.518   | Núria Marín                           |         | PSC                 | Núria Marín                       |         | PSC                               |
| La Coruña                  | 244.810   | Carlos Negreira Souto                 |         | PPdeG               | Xulio Ferreiro                    |         | Marea Atlántica                   |
| Vitoria                    | 242.082   | Javier Maroto                         |         | PP                  | Gorka Urtaran                     |         | PNV                               |
| Granada                    | 237.540   | José Torres Hurtado                   |         | PPA                 | José Torres Hurtado               |         | PPA                               |
| Elche                      | 228.647   | Mercedes Alonso García                |         | PPCV                | Carlos González Serna             |         | PSPV-PSOE                         |
| Oviedo                     | 223.765   | Agustín Iglesias Caunedo              |         | PP                  | Wenceslao López                   |         | FSA-PSOE                          |
| Badalona                   | 217.210   | Xavier García Albiol                  |         | PPC                 | Dolors Sabater                    |         | Guanyem Badalona en Comú          |
| Cartagena                  | 216.451   | Pilar Barreiro                        |         | PP                  | José López Martínez               |         | Movimiento Ciudadano de Cartagena |
| Tarrasa                    | 215.517   | Jordi Ballart                         |         | PSC                 | Jordi Ballart                     |         | PSC                               |
| Jerez de la Frontera       | 212.226   | María José García-Pelayo Jurado       |         | PPA                 | Mamen Sánchez Díaz                |         | PSOE-A                            |
| Sabadell                   | 207.444   | Joan Carles Sánchez Salinas           |         | PSC                 | Juli Fernández                    |         | ERC                               |
| Móstoles                   | 205.712   | Daniel Ortiz Espejo                   |         | PP                  | David Lucas                       |         | PSM-PSOE                          |
| Santa Cruz de Tenerife     | 205.279   | José Manuel Bermúdez Esparza          |         | CC                  | José Manuel Bermúdez Esparza      |         | CC                                |
| Alcalá de Henares          | 200.768   | Javier Bello                          |         | PP                  | Javier Rodríguez Palacios         |         | PSM-PSOE                          |
| Pamplona                   | 196.166   | Enrique Maya                          |         | UPN                 | Joseba Asiron                     |         | EH Bildu                          |
| Fuenlabrada                | 195.864   | Manuel Robles Delgado                 |         | PSM-PSOE            | Manuel Robles Delgado             |         | PSM-PSOE                          |
| Almería                    | 193.351   | Luis Rogelio Rodríguez-Comendador     |         | PPA                 | Luis Rogelio Rodríguez-Comendador |         | PPA                               |
| Leganés                    | 186.696   | Jesús Gómez Ruíz                      |         | PP                  | Santiago Llorente                 |         | PSM-PSOE                          |
| San Sebastián              | 186.126   | Juan Carlos Izaguirre Hortelano       |         | Bildu               | Eneko Goia                        |         | PNV                               |
| Santander                  | 175.736   | Íñigo de la Serna                     |         | PP de Cantabria     | Íñigo de la Serna                 |         | PP de Cantabria                   |
| Castellón de la Plana      | 173.841   | Alfonso Bataller Vicent               |         | PPCV                | Amparo Marco                      |         | PSPV-PSOE                         |
| Getafe                     | 173.057   | Juan Soler-Espiauba Gallo             |         | PP                  | Sara Hernández Barroso            |         | PSM-PSOE                          |
| Albacete                   | 172.487   | Carmen Bayod Guinalio                 |         | PP                  | Javier Cuenca                     |         | PP                                |
| Alcorcón                   | 170.336   | David Pérez García                    |         | PP                  | David Pérez García                |         | PP                                |
| Burgos                     | 158.933   | Javier Lacalle                        |         | PP                  | Javier Lacalle                    |         | PP                                |
| San Cristóbal de la Laguna | 153.009   | Fernando Clavijo Batlle               |         | CC                  | José Alberto Díaz                 |         | CC                                |
| Logroño                    | 151.962   | Cuca Gamarra                          |         | PP                  | Cuca Gamarra                      |         | PP                                |
| Badajoz                    | 150.517   | Francisco Javier Fragoso              |         | PP de Extremadura   | Francisco Javier Fragoso          |         | PP de Extremadura                 |
| Salamanca                  | 148.042   | Alfonso Fernández Mañueco             |         | PP                  | Alfonso Fernández Mañueco         |         | PP                                |
| Huelva                     | 147.202   | Pedro Rodríguez González              |         | PPA                 | Gabriel Cruz Santana              |         | PSOE-A                            |
| Marbella                   | 140.473   | María Ángeles Muñoz Uriol             |         | PPA                 | José Bernal Gutiérrez             |         | PSOE-A                            |
| Lérida                     | 139.176   | Angel Ros i Domingo                   |         | PSC                 | Angel Ros i Domingo               |         | PSC                               |
| Tarragona                  | 132.199   | Josep Fèlix Ballesteros               |         | PSC                 | Josep Fèlix Ballesteros           |         | PSC                               |
| Dos Hermanas               | 130.369   | Francisco Toscano Sánchez             |         | PSOE-A              | Francisco Toscano Sánchez         |         | PSOE-A                            |
| León                       | 129.551   | Emilio Gutiérrez Fernández            |         | PP                  | Antonio Silván                    |         | PP                                |
| Torrejón de Ardoz          | 126.878   | Pedro Rollán Ojeda                    |         | PP                  | Pedro Rollán Ojeda                |         | PP                                |
| Parla                      | 125.323   | Beatriz Arceredillo                   |         | PSM-PSOE            | Luis Martínez Hervás              |         | PP                                |
| Mataró                     | 124.820   | Joan Mora i Bosch                     |         | Convergència i Unió | David Bote                        |         | PSC                               |
| Cádiz                      | 121.739   | Teófila Martínez                      |         | PPA                 | José María González Santos        |         | Por Cádiz Sí Se Puede             |
| Santa Coloma de Gramanet   | 118.738   | Núria Parlón                          |         | PSC                 | Núria Parlón                      |         | PSC                               |
| Algeciras                  | 117.974   | José Ignacio Landaluce Calleja        |         | PPA                 | José Ignacio Landaluce Calleja    |         | PPA                               |
| Jaén                       | 117.790   | José Enrique Fernández de Moya        |         | PPA                 | José Enrique Fernández de Moya    |         | PPA                               |
| Alcobendas                 | 112.188   | Ignacio García de Vinuesa             |         | PP                  | Ignacio García de Vinuesa         |         | PP                                |
| Orense                     | 106.905   | Agustín Fernández Gallego             |         | PSdeG-PSOE          | Jesús Vázquez                     |         | PPdeG                             |
| Reus                       | 106.790   | Carles Pellicer Punyed                |         | CiU                 | Carles Pellicer Punyed            |         | CiU                               |
| Telde                      | 101.375   | María del Carmen Castellano Rodríguez |         | PPC                 | Carmen Hernández                  |         | NC                                |
| Baracaldo                  | 100.080   | Alfonso García Alonso                 |         | PSE-EE              | Amaia del Campo Berasategi        |         | PNV                               |
| Lugo                       | 98.560    | José López Orozco                     |         | PSdeG-PSOE          | Lara Méndez                       |         | PSdeG-PSOE                        |
| Gerona                     | 97.227    | Carles Puigdemont                     |         | CiU                 | Carles Puigdemont                 |         | CiU                               |
| San Fernando               | 96.335    | José Loaiza                           |         | PPA                 | Patricia Cavada                   |         | PSOE-A                            |
| Cáceres                    | 95.855    | Elena Nevado del Campo                |         | PP de Extremadura   | Elena Nevado del Campo            |         | PP de Extremadura                 |
| Santiago de Compostela     | 95.800    | Agustín Hernández Fernández de Rojas  |         | PPdeG               | Martiño Noriega Sánchez           |         | Compostela Aberta                 |
| Las Rozas de Madrid        | 92.784    | José Ignacio Fernández Rubio          |         | PP                  | José de la Uz                     |         | PP                                |
| Lorca                      | 91.751    | Francisco Jódar Alonso                |         | PP                  | Francisco Jódar Alonso            |         | PP                                |
| Roquetas de Mar            | 91.682    | Gabriel Amat Ayllón                   |         | PPA                 | Gabriel Amat Ayllón               |         | PPA                               |
| Torrevieja                 | 91.415    | Eduardo Dolón Sánchez                 |         | PPCV                | José Manuel Dolón                 |         | EVPV                              |
| Arona                      | 89.890    | Francisco José Niño Rodríguez         |         | CC                  | José Julián Mena Pérez            |         | PSOE                              |
| Coslada                    | 88.847    | Raúl López Vaquero                    |         | PP                  | Ángel Viveros                     |         | PSOE-M                            |
| El Puerto de Santa María   | 88.700    | Alfonso Candón                        |         | PPA                 | David de la Encina                |         | PSOE-A                            |
| San Cugat del Vallés       | 87.118    | Mercè Conesa                          |         | CiU                 | Mercè Conesa                      |         | CiU                               |
| Talavera de la Reina       | 86.779    | Jaime Ramos                           |         | PP                  | Jaime Ramos                       |         | PP                                |
| Cornellá de Llobregat      | 86.324    | Antonio Balmón                        |         | PSC                 | Antonio Balmón                    |         | PSC                               |
| Pozuelo de Alarcón         | 84.360    | Paloma Adrados                        |         | PP                  | Susana Pérez Quislant             |         | PP                                |
| El Ejido                   | 84.144    | Francisco Góngora Cara                |         | PPA                 | Francisco Góngora Cara            |         | PPA                               |
| Guadalajara                | 83.720    | Antonio Román Jasanada                |         | PP                  | Antonio Román Jasanada            |         | PP                                |
| Orihuela                   | 83.417    | Monserrat Guillén                     |         | EV-EE               | Emilio Bascuñana Galiano          |         | PPCV                              |
| Toledo                     | 83.334    | Emiliano García-Page                  |         | PSCM-PSOE           | Milagros Tolón                    |         | PSCM-PSOE                         |
| San Sebastián de los Reyes | 83.329    | Manuel Ángel Fernández Mateo          |         | PP                  | Narciso Romero                    |         | PSM-PSOE                          |
| San Baudilio de Llobregat  | 83.107    | Llüisa Moret                          |         | PSC                 | Llüisa Moret                      |         | PSC                               |
| Pontevedra                 | 82.946    | Miguel Anxo Fernández Lores           |         | BNG                 | Miguel Anxo Fernández Lores       |         | BNG                               |
| Chiclana de la Frontera    | 82.298    | Ernesto Marín                         |         | PPA                 | José María Román Guerrero         |         | PSOE-A                            |
| Mijas                      | 82.124    | Ángel Nozal Lajo                      |         | PPA                 | Juan Carlos Maldonado Estévez     |         | Cs                                |
| Torrente                   | 80.551    | Amparo Folgado Tonda                  |         | PPCV                | Jesús Ros Piles                   |         | PSPV-PSOE                         |
| Rivas-Vaciamadrid          | 80.483    | Pedro del Cura                        |         | IUCM                | Pedro del Cura                    |         | Izquierda Unida-Equo-Somos Rivas  |
| Palencia                   | 80.178    | Alfonso Polanco                       |         | PP                  | Alfonso Polanco                   |         | PP                                |
| Guecho                     | 79.544    | Imanol Landa                          |         | PNV                 | Imanol Landa                      |         | PNV                               |
| Vélez-Málaga               | 78.467    | Francisco Delgado Bonilla             |         | PPA                 | Antonio Moreno Ferrer             |         | PSOE-A                            |
| Gandía                     | 76.497    | Arturo Torró Chisvert                 |         | PPCV                | Diana Morant Ripoll               |         | PSPV-PSOE                         |
| Avilés                     | 76.465    | Pilar Varela Díaz                     |         | FSA-PSOE            | Mariví Monteserín                 |         | FSA-PSOE                          |
| Fuengirola                 | 75.953    | Ana María Mula Redruello              |         | PPA                 | Ana María Mula Redruello          |         | PPA                               |
| Manresa                    | 75.297    | Valentí Junyent                       |         | CiU                 | Valentí Junyent                   |         | CiU                               |
| Ciudad Real                | 74.960    | Rosa Romero Sánchez                   |         | PP                  | Pilar Zamora                      |         | PSCM-PSOE                         |
| Alcalá de Guadaíra         | 74.404    | Antonio Gutiérrez Limones             |         | PSOE-A              | Antonio Gutiérrez Limones         |         | PSOE-A                            |
| Rubí                       | 74.353    | Carmen García Lores                   |         | PSC                 | Ana María Martínez                |         | PSC                               |
| Valdemoro                  | 72.265    | David Conde                           |         | PP                  | Guillermo Gross                   |         | Cs                                |
| Ferrol                     | 70.389    | José Manuel Rey Varela                |         | PPdeG               | Jorge Suárez                      |         | Ferrol en Común                   |
| Majadahonda                | 70.359    | Narciso de Foxá                       |         | PP                  | Narciso de Foxá                   |         | PP                                |
| Benidorm                   | 69.010    | Agustín Navarro Alvado                |         | PSPV-PSOE           | Antonio Pérez Pérez               |         | PPCV                              |
| Torremolinos               | 68.961    | Pedro Fernández Montes                |         | PPA                 | José Ortiz                        |         | PSOE                              |
| Molina de Segura           | 68.775    | Eduardo Contreras Linares             |         | PPA                 | Eduardo Contreras Linares         |         | PPCV                              |
| Santa Lucía de Tirajana    | 68.544    | Dunia González Veg                    |         | NC                  | Dunia González Vega               |         | NC                                |
| Sanlúcar de Barrameda      | 67.385    | Víctor Mora Escobar                   |         | PSOE-A              | Víctor Mora Escobar               |         | PSOE-A                            |
| Ponferrada                 | 67.367    | Samuel Folgueral Arias                |         | No adscrito         | Gloria Fernández                  |         | PP                                |
| Paterna                    | 67.156    | Elena Martínez                        |         | PPCV                | Juan Antonio Sagredo Marco        |         | PSPV-PSOE                         |
| Benalmádena                | 66.934    | Paloma García Gálvez                  |         | PPA                 | Victoriano Navas Pérez            |         | PSOE                              |
| Estepona                   | 66.566    | José María García Urbano              |         | PPA                 | José María García Urbano          |         | PPA                               |
| Villanueva y Geltrú        | 65.941    | Neus Lloveras i Massana               |         | CiU                 | Neus Lloveras i Massana           |         | CiU                               |
| Viladecans                 | 65.358    | Carles Ruiz Novella                   |         | PSC                 | Carles Ruiz Novella               |         | PSC                               |
| Sagunto                    | 65.003    | Sergio Muniesa Franco                 |         | PPCV                | Quico Fernández Carrasco          |         | Compromís                         |
| Zamora                     | 64.423    | Rosa María Valdeón Santiago           |         | PP                  | Francisco Guarido                 |         | IU                                |
| Castelldefels              | 63.255    | Manuel Reyes López                    |         | PPC                 | Candela López Tagliafico          |         | ICV                               |
| La Línea de la Concepción  | 63.132    | María Gemma Araújo Morales            |         | PSOE-A              | José Juan Franco                  |         | La Línea 100x100                  |
| El Prat de Llobregat       | 62.866    | Lluís Tejedor                         |         | ICV-EUiA            | Lluís Tejedor                     |         | ICV-EUiA                          |
| Collado-Villalba           | 62.587    | María Dolores Vargas Fernández        |         | PP                  | María Dolores Vargas Fernández    |         | PP                                |
| Irún                       | 61.195    | José Antonio Santano Clavero          |         | PSE-EE              | José Antonio Santano Clavero      |         | PSE-EE                            |
| Motril                     | 60.870    | Luisa María García Chamorro           |         | PPA                 | Flor Almon Fernández              |         | PSOE                              |
| Linares                    | 60.290    | Juan Fernández Gutiérrez              |         | PSOE-A              | Juan Fernández Gutiérrez          |         | PSOE-A                            |
| Mérida                     | 59.985    | Pedro Acedo Penco                     |         | PP de Extremadura   | Antonio Rodríguez Osuna           |         | PSOE de Extremadura               |
| Granollers                 | 59.930    | Josep Mayoral i Antigas               |         | PSC                 | Josep Mayoral i Antigas           |         | PSC                               |
| Alcoy                      | 59.675    | Antonio Francés Pérez                 |         | PSPV-PSOE           | Antonio Francés Pérez             |         | PSPV-PSOE                         |
| Ávila                      | 58.933    | Miguel Ángel García Nieto             |         | PP                  | José Luis Rivas Hernández         |         | PP                                |
| Aranjuez                   | 57.792    | María José Martínez de la Fuente      |         | PPM                 | Cristina Moreno                   |         | PSOE                              |
| Sardañola del Vallés       | 57.402    | Carmen Carmona Pascual                |         | PSC                 | Carles Escolà Sánchez             |         | Compromís per Cerdanyola          |
| Arrecife                   | 56.880    | Manuel Fajardo Feo                    |         | CC                  | José Montelongo                   |         | PSOE                              |
| San Vicente del Raspeig    | 56.297    | Luisa Pastor Lillo                    |         | PPCV                | Jesús Villar Notario              |         | PSPV-PSOE                         |
| Cuenca                     | 55.738    | Juan Ávila                            |         | PSCM-PSOE           | Ángel Mariscal Estrada            |         | PP                                |
| Arganda del Rey            | 55.307    | Pablo Rodríguez Sardinero             |         | PP                  | Guillermo Hita                    |         | PSOE-M                            |
| San Bartolomé de Tirajana  | 54.377    | Marco Aurelio Pérez                   |         | PPC                 | Marco Aurelio Pérez               |         | PPC                               |
| Torrelavega                | 54.196    | Lidia Ruiz Salmón                     |         | PSC-PSOE            | José Manuel Cruz Viadero          |         | PSC-PSOE                          |
| Elda                       | 53.540    | Adela Pedrosa Roldán                  |         | PPCV                | Rubén Alfaro Bernabé              |         | PSPV-PSOE                         |
| Segovia                    | 53.260    | Clara Luquero de Nicolás              |         | PSOE                | Clara Luquero de Nicolás          |         | PSOE                              |
| Huesca                     | 52.555    | Ana Isabel Alós López                 |         | PP de Aragón        | Luis Felipe Serrate               |         | PSOE-Aragón                       |
| Utrera                     | 52.437    | Francisco Jiménez Morales             |         | PA                  | José María Villalobos             |         | PSOE-A                            |
| Siero                      | 52.380    | Eduardo Martínez Llosa                |         | Foro Asturias       | Ángel García Cepi                 |         | FSA-PSOE                          |
| Mollet del Vallés          | 51.719    | Josep Monràs i Galindo                |         | PSC                 | Josep Monràs i Galindo            |         | PSC                               |
| Villarreal                 | 50.755    | José Benlloch Fernández               |         | PSPV-PSOE           | José Benlloch Fernández           |         | PSPV-PSOE                         |
| Puertollano                | 50.608    | Mayte Fernández                       |         | PSCM-PSOE           | Mayte Fernández                   |         | PSCM-PSOE                         |
| Calviá                     | 50.363    | Manuel Onieva Santacreu               |         | PP                  | Alfonso Rodríguez Badal           |         | PSIB-PSOE                         |